# Рачівка (зупинний пункт)
Рачі́вка — пасажирський залізничний зупинний пункт Херсонської дирекції залізничних перевезень Одеської залізниці на лінії Херсон — Вадим між станціями Новокиївка (3 км) та Каланчак (12 км). Розташований біля села Новопавлівка Скадовського району Херсонської області.